# Переволоцкий район
Переволоцкий райо́н — административно-территориальная единица (район) и муниципальное образование (муниципальный район) в Оренбургской области России.
Административный центр — посёлок Переволоцкий.

## География
Район расположен в центральной части Оренбургской области и граничит: с Александровским, Сакмарским, Оренбургским, Илекским и Новосергиевским районами области. Площадь территории — 2756 км².

## История
Район образован в 1935 году. 3 апреля 1959 года к нему был присоединён Павловский район. В 1960-х годах упразднялся, в 1965 году был восстановлен. Северная часть района входила в состав Ток-Суранского кантона (Ток-Чуранского) Автономной Башкирской Республики с ноября 1917 по октябрь 1924 года.

## Население
| 2002    | 2003    | 2004    | 2009    | 2010    | 2012    | 2013    | 2014    | 2015    |
| ------- | ------- | ------- | ------- | ------- | ------- | ------- | ------- | ------- |
| 29 088  | ↘29 000 | ↗29 100 | ↗29 701 | ↘28 345 | ↘28 026 | ↘27 889 | ↘27 467 | ↘27 329 |
| 2016    | 2017    | 2018    | 2019    | 2020    | 2021    |         |         |         |
| ↘27 119 | ↘26 854 | ↘26 316 | ↘26 004 | ↘25 566 | ↘20 988 |         |         |         |

### Национальный состав
В районе расположены также татарские населённые пункты (Зубочистка Первая, Зубочистка Вторая, Алмала, Чесноковка и Рычковка, ныне смешанное село), башкирские населённые пункты (Габдрафиково, Верхний Кунакбай и Кутлумбетово). Также башкир много в селах Кичкасс, Претория, Степановка и Алисово. Татар много в поселке Переволоцкий и селе Кубанка.

## Территориальное устройство
Переволоцкий район как административно-территориальная единица области включает 18 сельсоветов и 1 поссовет. В рамках организации местного самоуправления,  Переволоцкий муниципальный район включает соответственно 19 муниципальных образований со статусом сельских поселений (сельсоветов/поссоветов):
| №  | Муниципальное образование       | Административный центр   | Количество населённых пунктов | Население (чел.) | Площадь (км²) |
| -- | ------------------------------- | ------------------------ | ----------------------------- | ---------------- | ------------- |
| 1  | Адамовский сельсовет            | село Адамовка            | 3                             | ↘627             | 153,34        |
| 2  | Донецкий сельсовет              | село Донецкое            | 1                             | ↘920             | 170,95        |
| 3  | Зубочистенский Второй сельсовет | село Зубочистка Вторая   | 1                             | ↘684             | 88,04         |
| 4  | Зубочистенский сельсовет        | село Зубочистка Первая   | 1                             | ↘714             | 84,64         |
| 5  | Кариновский сельсовет           | село Кариновка           | 3                             | ↘747             | 118,11        |
| 6  | Кичкасский сельсовет            | село Кичкасс             | 3                             | ↗1226            | 113,96        |
| 7  | Кубанский сельсовет             | село Кубанка             | 3                             | ↘1301            | 103,41        |
| 8  | Мамалаевский сельсовет          | село Мамалаевка          | 4                             | ↘839             | 174,37        |
| 9  | Переволоцкий поссовет           | посёлок Переволоцкий     | 4                             | ↘9186            | 212,68        |
| 10 | Преторийский сельсовет          | село Претория            | 6                             | ↘1428            | 227,52        |
| 11 | Родничнодольский сельсовет      | село Родничный Дол       | 4                             | ↘1383            | 267,68        |
| 12 | Садовый сельсовет               | посёлок Садовый          | 4                             | ↘960             | 178,26        |
| 13 | Степановский сельсовет          | село Степановка          | 4                             | ↘1600            | 194,41        |
| 14 | Татищевский сельсовет           | село Татищево            | 1                             | ↘545             | 134,37        |
| 15 | Чесноковский сельсовет          | село Чесноковка          | 1                             | ↘1202            | 147,56        |
| 16 | Южноуральский сельсовет         | посёлок ж/д станции Сырт | 1                             | ↘864             | 104,44        |
| 17 | Япрынцевский сельсовет          | село Япрынцево           | 5                             | ↘938             | 282,70        |

Законом Оренбургской области от 27 июня 2014 года были упразднены Абрамовский и Сеннинский сельсоветы, все населённые пункты которых были включены в Япрынцевский сельсовет.

### Населённые пункты
В Переволоцком районе 49 населённых пунктов.
| №  | Населённый пункт          | Тип         | Население | Муниципальное образование       |
| -- | ------------------------- | ----------- | --------- | ------------------------------- |
| 1  | 12 км                     | разъезд     | 36        | Мамалаевский сельсовет          |
| 2  | 13 км                     | разъезд     | 0         | Переволоцкий поссовет           |
| 3  | Абрамовка                 | село        | ↘292      | Япрынцевский сельсовет          |
| 4  | Адамовка                  | село        | 475       | Адамовский сельсовет            |
| 5  | Алексеевка                | село        | 218       | Садовый сельсовет               |
| 6  | Алисово                   | село        | ↘221      | Степановский сельсовет          |
| 7  | Алмала                    | село        | 261       | Степановский сельсовет          |
| 8  | Араповка                  | хутор       | 3         | Япрынцевский сельсовет          |
| 9  | Верхний Кунакбай          | село        | 100       | Преторийский сельсовет          |
| 10 | Власовка                  | село        | 23        | Адамовский сельсовет            |
| 11 | Вязовка                   | хутор       | 16        | Садовый сельсовет               |
| 12 | Габдрафиково              | село        | ↘279      | Кичкасский сельсовет            |
| 13 | Долиновка                 | село        | ↘201      | Кичкасский сельсовет            |
| 14 | Донецкое                  | село        | ↘920      | Донецкий сельсовет              |
| 15 | Зубочистка Вторая         | село        | ↗684      | Зубочистенский Второй сельсовет |
| 16 | Зубочистка Первая         | село        | ↘714      | Зубочистенский сельсовет        |
| 17 | Камышовка                 | село        | ↘100      | Преторийский сельсовет          |
| 18 | Капитоновка               | село        | 280       | Мамалаевский сельсовет          |
| 19 | Капитоновский Рыбоучасток | хутор       | 15        | Мамалаевский сельсовет          |
| 20 | Кариновка                 | село        | 641       | Кариновский сельсовет           |
| 21 | Кичкасс                   | село        | ↘900      | Кичкасский сельсовет            |
| 22 | Краснополье               | село        | 150       | Родничнодольский сельсовет      |
| 23 | Кубанка                   | село        | ↘1126     | Кубанский сельсовет             |
| 24 | Кутлумбетово              | село        | 270       | Степановский сельсовет          |
| 25 | Мамалаевка                | село        | 671       | Мамалаевский сельсовет          |
| 26 | Новомихайловка            | село        | 80        | Преторийский сельсовет          |
| 27 | Переволоцкий              | посёлок     | ↘8467     | Переволоцкий поссовет           |
| 28 | Претория                  | село        | ↘1232     | Преторийский сельсовет          |
| 29 | Пустошь-Адамовка          | хутор       | ↗94       | Кариновский сельсовет           |
| 30 | Радовка                   | село        | 252       | Адамовский сельсовет            |
| 31 | Родничное                 | село        | ↗257      | Кубанский сельсовет             |
| 32 | Родничный Дол             | село        | 1006      | Родничнодольский сельсовет      |
| 33 | Рыжковка                  | село        | 74        | Кубанский сельсовет             |
| 34 | Рычковка                  | село        | 262       | Родничнодольский сельсовет      |
| 35 | Садовый                   | посёлок     | 650       | Садовый сельсовет               |
| 36 | Самарский                 | хутор       | 18        | Переволоцкий поссовет           |
| 37 | Сенное                    | село        | ↘305      | Япрынцевский сельсовет          |
| 38 | Степановка                | село        | ↘1161     | Степановский сельсовет          |
| 39 | Суворовка                 | село        | ↘96       | Преторийский сельсовет          |
| 40 | Судаковка                 | посёлок     | 88        | Кариновский сельсовет           |
| 41 | Сырт                      | ж/д станция | ↗964      | Южноуральский сельсовет         |
| 42 | Таращанка                 | хутор       | 0         | Япрынцевский сельсовет          |
| 43 | Татищево                  | село        | ↘545      | Татищевский сельсовет           |
| 44 | Филипповка                | село        | 249       | Переволоцкий поссовет           |
| 45 | Чернозёрка                | село        | ↘86       | Преторийский сельсовет          |
| 46 | Чесноковка                | село        | ↘1202     | Чесноковский сельсовет          |
| 47 | Шуваловка                 | село        | 179       | Родничнодольский сельсовет      |
| 48 | Южный                     | хутор       | 242       | Садовый сельсовет               |
| 49 | Япрынцево                 | село        | 562       | Япрынцевский сельсовет          |

Упразднённые населённые пункты
23 января 1998 года были упразднены разъезд 15 км и село Зеленовка.

## Экономика
Основная отрасль района — сельское хозяйство, специализируется на производстве и переработке зерна, молока и мяса. Главные зерновые культуры — яровая пшеница и озимая рожь. Значительная площадь занята под кормовыми культурами.
Деятельность промышленных предприятий района направлена в основном на переработку и обслуживание сельского хозяйства: хлебоприёмный пункт, маслозавод, хлебозавод, районные электросети, цеха по переработке мяса, молока, сырцеха, мельницы, маслобойки.
Основные производственные организации:
- ООО "Механический завод" (основан в 1942 году на базе Переволоцкой МТС) [28]
- ОАО "Переволоцкий элеватор" (создано в 1929 году) [29]
- ООО "Птицекомплекс Алексеевский" [30]
- ООО «Хлебозавод»
- Колхоз им. Карла Маркса
- ОАО "Переволоцкий Агропромснаб"

## Транспорт
Через район проходит железнодорожная магистраль "Москва-Самара-Оренбург-Ташкент" а также автомагистраль федерального значения "Самара-Оренбург".

## Люди, связанные с районом
В районе родились татарский писатель Кабир Бакир (1885—1944, Зубочистка Первая) и башкирский поэт Равиль Бикбаев (1938, Верхний Кунакбай).